# La Pierre Percée
Pour les articles homonymes, voir Pierre percée.
La Pierre Percée est une arche naturelle sur une colline de l'Isère, sur la commune de Pierre-Châtel, au sommet de la colline des Creys, ayant la particularité de posséder un trou en arc de cercle de 3 m de hauteur. La roche qui la constitue est de la cargneule. Sa forme évoquant un monstre accroupi est source de nombreuses légendes locales. On y accède soit par le versant de Pierre-Châtel soit par celui de La Motte d'Aveillans. Elle est située à 1220 mètres d’altitude. Une randonnée de 8 km conduit à la Pierre-Percée. Au sommet de la colline, il y a une vue panoramique sur l’ensemble du plateau de la Matheysine.
C'est l'une des Sept merveilles du Dauphiné.

## Composition
La Pierre-Percée est formée de deux blocs. Elle est faite de cargneule triasique, composé de silice et de dolomie sculptée par l’érosion.
L’un des piliers, celui de l’Ouest présente une circonférence de 26,30 mètres. Il s’élève et s’incurve en arc puis s’amincit jusqu’à avoir une circonférence de 3 mètres.
Au niveau du point central la voûte s’élève à 3 mètres de hauteur.

## Histoire
En 1540, ce monument naturel est dénommé Pierre Pertésuée. Entre 1749 à 1754 sur la carte de Bourcet, il devient Pierre Pertuisade. Puis vers 1800, les habitants de la Matheysine l’appellent pont de la Pierre-Percée ou roche Percée (en patois: Pierra Partizia).
En 1908, une fissure sur l’un des piliers s’est créée. Afin d’éviter un éboulement du ciment a été déposé dans la faille.

## Les légendes de la Pierre Percée
Une pierre mystérieuse, avec un énorme trou en son centre, plantée au sommet de la montagne des Creys, domine le village de la Motte d'Aveillans.
Certains affirment que les rayons du soleil, les jours de solstice, désignent, en passant au travers du trou, une place magique. Un autre légende dit que la Pierre-Percée serait un apprenti du Diable "Folaton" transformé en pierre.

Une légende du livre de René Reymond Pierre-Châtel hier et aujourd'hui : 
"Un soir, donc, j’étais là-haut, près de mon diable. Dans le ciel de cette nuit d’août étouffante, la lune rouge paraissait en feu. Tout à coup, il me sembla que ce grand corps de pierre frémissait. Ses formes diaboliques se dessinèrent plus nettement à mes yeux effarés et je vis le démon se redresser...
-Qui donc es-tu ? m’écriai-je.
-Je suis Folaton ! Folaton ? Comment, tu ne connais pas Folaton ? Tu ne sais pas que c’est moi qui fus chargé de construire le mur du parc de Lesdiguières ? Le connétable avait vendu son âme pour obtenir de l’Enfer qu’un mur entourant son parc fut élevé en moins de temps qu’il ne mettrait lui-même à en parcourir le pourtour à cheval. Ignores-tu à ce point ton histoire ?
Alors, apprends que ce rusé compère joua si bien le perclus, le poussif qu’il nous dupa honteusement. Nous menions, sans hâte inutile, la construction de deux pans de mur de part et d’autre du trajet lentement suivi par sa bête. L’enceinte presque terminée, nous l’allions prendre comme dans un étau, quand, soudain preste, il sauta hors du parc ! En vain les deux pans du mur se refermèrent-ils, comme une mâchoire, sur la queue du cheval : ils ne purent le retenir. Le malin connétable avait fait bénir sa monture.

Ce disant, Folaton reprit sa forme originelle de démon au corps de cristal vert. Il s’assit face à moi sur une gigantesque anémone. Il croisa ses jambes de lézard, fit claquer ses ongles d’émeraude et plongea dans les miens ses petits yeux de feu.

-Fort bien, lui dis-je, mais si proche de nous que soit Vizille, là, au bord du ac Mort, comment se fait-il que l’on te voie ici, transformé en pierre ?

-Ah ! pauvre de moi ! J’ai voulu montrer mon zèle : je me suis agrippé à la queue du cheval pour retenir le connétable. Un archange m’a saisi le bras, j’ai été soulevé de terre et précipité sur ce sommet où j’expie mon forfait.

-En as-tu pour longtemps ?

-Deux mille ans encore...

Et sur ce, Folaton réintégra son corps de pierre... et s’écroula sur ma tête avec un bruit de tonnerre. Je me réveillai en sursaut sur le lit de gazon où je m’étais endormi par cette orageuse soirée. J’eus à peine le temps de rentrer à grandes enjambées à travers les prairies et les champs d’avoine pour échapper à la colère du ciel, sans doute déchaînée par le bavardage de Folaton."